# Pico de la Buitrera
El pico de la Buitrera es una montaña del cordal central de la sierra de Ayllón, en el Sistema Central español, situada entre las provincias de Guadalajara, al este, y Segovia, al oeste. Con sus 2045 m sobre el nivel del mar, es una de las mayores de la sierra. 
Es parte del extremo norte de la cuerda de las Beceras, que se extiende en orientación norte-sur desde la Mesa Peñota (2026 m s. n. m.) hasta la peña de la Tiñosa (1969 m s. n. m.). Consta de un pico principal y varios collados y altos subsidiarios tanto al norte como al sur.
Es una montaña pizarrosa formada en el Paleozoico. En la falda este de la montaña se encuentra el hayedo de Tejera Negra y al suroeste el de la Pedrosa, mientras que en la cima escasea la vegetación, apareciendo matorrales esporádicos.
En sus faldas nacen varios ríos que llevan agua permanentemente todo el año alimentados por el deshielo. En el este nace el río Lillas, afluente del Sorbe, y al oeste varios afluentes del río Riaza.